# ミオドラグ・ライコビッチ
ミオドラグ・ライコビッチ（Miodrag Rajković, セルビア語標記: Миодраг Рајковић, 1966年2月18日 - ）は、セルビア共和国のプロバスケットボール指導者。ユーゴスラビアベオグラード出身。役職はヘッドコーチ。

## 経歴
2007年、U-19セルビア代表のアシスタントコーチとして世界選手権の優勝に貢献し、2013-14年にはポーランドリーグのチームでHCを務め、チームを優勝に導いた。2017年にはNBAサマーリーグでミルウォーキー・バックスのACを務めた。

### B.LEAGUE
2017-18シーズンよりB.LEAGUEの富山グラウジーズで指揮を執り、2018-19シーズンは西宮ストークス、2019-20シーズンは東京八王子ビートレインズでも指揮を執った。2020-21シーズンから2022-23シーズンまでパスラボ山形ワイヴァンズで指揮を執っていた。